# アルカニンディゲス・ホンコンゲンシス
アルカニンディゲス・ホンコンゲンシス（Alkanindiges hongkongensis）はPseudomonadota門ガンマプロテオバクテリア綱シュードモナス目モラクセラ科アルカニンディゲス属の種の一つであり、耳下腺膿瘍患者の患部から分離されたグラム陰性好気性非運動性の真正細菌である。